# Raimon

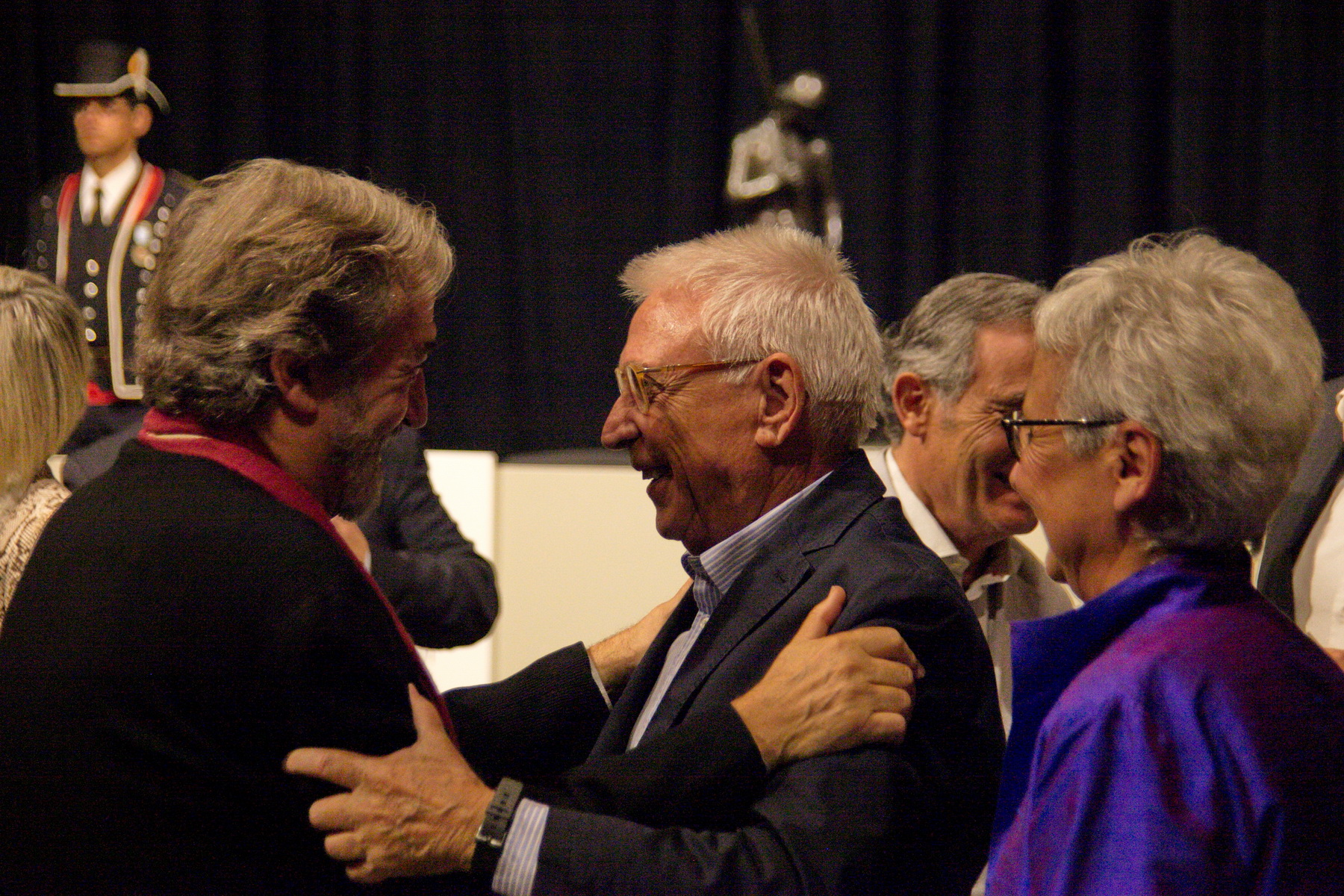
Raimon i Jordi Savall en el lliurament de la Medalla d'Or de la Generalitat de Catalunya a aquest últim

Ramon Pelegero i Sanchis, més conegut pel nom artístic de Raimon, (Xàtiva, 2 de desembre de 1940) és un cantautor valencià, un dels membres més representatius de la història contemporània de la cançó en català i amb major reconeixement internacional de tot el domini lingüístic català.

## Biografia
Nascut al carrer Blanc de Xàtiva —lloc citat en algunes de les seues cançons— el 2 de desembre de 1940, de jovenet va treballar un parell d'anys a l'emissora de ràdio de la seua ciutat, on s'introduí en el món del disc i va conèixer les interpretacions d'artistes tan diversos com Juliette Gréco, The Platters o Juanito Valderrama. També coneix la discografia dels grans clàssics com Vivaldi, Bach, Mozart, Beethoven, Stravinski, etc.
| «                                                 | Desconeixíem per complet l'existència d'una literatura escrita en la nostra pròpia llengua. No hi havia literatura catalana, ni cançó, ni una producció artística de cap tipus des de la nostra pròpia cultura. Quin temps! | » |
| — Raimon, Les hores guanyades (Edicions 62, 1983) | |   |

### Dècada del 1960[calcitació]
Als disset anys es traslladà a la ciutat de València per estudiar a la Facultat de Filosofia i Lletres la carrera d'història, disciplina en la qual es va llicenciar en 1962. És llavors quan va descobrir la pròpia cultura i feu les primeres lectures d'Ausiàs March, Espriu, Pla i Fuster (entre d'altres); abans, però, havia ja nascut la seua primera cançó, Al vent, sorgida de l'experiència d'anar de paquet en un trajecte amb moto.
L'any 1962, Raimon va fer la seua primera actuació pública en el lliurament d'uns premis literaris. Poc després Eliseu Climent contacta amb la discogràfica Edigsa, els parla de Raimon i els n'envia una cinta amb gravacions. Posteriorment hi ha un aplec a Castelló on participen Els Setze Jutges i, en acabar, canta per a ells. Josep Maria Macip, juntament amb Edigsa, coordina la primera presentació pública a Barcelona, concretament al Fòrum Vergés. L'èxit és immediat: Raimon va sorprendre per la forma i pel contingut de les seues cançons; pel crit, per l'existencialisme rebel que desprenen els textos. S'allunya de la manera de fer «a la francesa» dels Jutges i oferix una visió del món que no prové de la burgesia barcelonina d'on provenen Espinàs, Delfí Abella, Enric Barbat i d'altres, sinó de les classes treballadores valencianes. Estudiant l'últim curs de la carrera, apareix, publicat per Edigsa, el seu primer disc, amb presentació de Joan Fuster, un EP que conté Al vent, Som, La pedra i A cops, que esdevingué un èxit de vendes inesperat.
Arran de l'èxit va rebre la proposta de participar en el Festival de la Cançó Mediterrània amb una cançó en català. Acabada la carrera i reticent a l'inici, Raimon acabà acceptant «per voluntat de servei al país i a la llengua». Raimon, encorbatat i sense guitarra, cantà juntament amb Salomé (que interpreta la veu femenina del tema) Se'n va anar, una cançó d'amor de Josep Maria Andreu i Lleó Borrell; Manuel Fraga, llavors Ministre d'Informació i Turisme, comentà: «No pasa nada porque haya una canción en catalán». La peça, votada pel públic, va guanyar el primer premi: a partir d'este moment, la Cançó catalana (considerada fins aleshores com un fenomen minoritari i inofensiu), començaria a rebre assíduament les pressions de la censura i de les institucions franquistes, amb el rosari de prohibicions, multes i citacions a comissaria que això comportava.
Immediatament va aparèixer el segon EP amb Se'n va anar i tres temes més: l'existencialista Disset anys, Cançó del capvespre (la primera musicació que feia, d'un poema d'Espriu) i Ahir (ràpidament coneguda pel subtítol Diguem no), que durant molts anys hauria de ser cantada amb algunes alteracions respecte del text original; així, «Hem vist tancats a la presó homes plens de raó» es convertiria en «Hem vist que han fet callar molts homes plens de raó». Més tard, Raimon confessà que va voler posar juntes Diguem no i Se'n va anar perquè «si prohibien el Diguem no, una cançó, també prohibirien la cançó guanyadora del Festival del Mediterrani». Des d'aquell moment, la cançó va esdevenir un dels himnes de la lluita antifranquista.
El 1964 va aparèixer un tercer EP del qual destaquen les cançons D'un temps, d'un país i Cançó de les mans; el mateix any veu la llum un primer LP, enregistrat en directe amb un públic reduït, que conté versions de la majoria de les cançons publicades prèviament: Al vent, Som, La pedra, A cops, Perduts, Disset anys, Cançó de les mans, Diguem no, D'un temps, d'un país, La nit i dos temes nous (Si em mor i Cantarem la vida). Curiosament, la censura va obligar a afegir a este tema un cor que repetix «Israel, Israel» on sentim «Cantarem la vida d'un poble que no vol morir», presumiblement perquè l'oient no pensara que feia referència a un país més proper.
El 1966 Raimon canta per primera volta en solitari a l'Aliança del Poble Nou de Barcelona sense la companyia dels Jutges o d'altres cantants, i posa en circulació la paraula recital, que faria fortuna per epigrafiar aquell nou tipus de música popular. El mateix any comencen les seues activitats internacionals: és cridat de la Universitat belga de Lovaina i publicà un EP amb quatre cançons d'amor dedicades a Annalisa Corti (la dona que, a l'any següent, esdevindria la seua muller): En tu estime el món, Treballaré el teu cos, Si un dia vols i No sé com.
El mateix any va tindre lloc el seu històric recital a l'aire lliure a l'Institut Químic de Sarrià (el primer acte realment massiu de Raimon). Abans havia fet les primeres actuacions a París (a la Mutualité i a l'Olympia) i Alemanya i apareix, amb una coberta de Joan Miró, l'àlbum Cançons de la roda del temps, musicació íntegra de la secció central del llibre d'Espriu El caminant i el mur: dotze poemes que tracen el cicle solar i alhora el cicle vital de l'home, als quals Raimon afig com a cloenda un tema de caràcter més aviat cívic que metafísic, Inici de càntic en el temple, que tindria molt d'èxit gràcies al seu final contundent: «Ens mantindrem fidels per sempre més al servei d'aquest poble». Espriu va dir que Raimon havia cantat els seus poemes «com ningú».
A França va aparèixer un àlbum enregistrat en directe el 7 de juny a l'Olympia que guanyà, l'any següent, el Premi Francis Carco al millor cantant estranger, atorgat per l'Académie du Disque Français: hi trobem molts temes ja coneguts, una versió no censurada de Diguem no i altres d'inèdits a l'Estat espanyol com el tema sobre l'emigració (Cançó del que es queda) o No em mou al crit (una reivindicació de la cançó com a eina de pensament i combat) i He deixat ma mare.
El 1967 va fer al Teatre Romea la que serà la primera tanda de recitals d'un cantant català i també va actuar a Cuba, Suïssa i en altres països. Arran d'un concert celebrat el 28 de gener al Palau de la Música Catalana, va traure l'àlbum en viu Raimon al Palau amb dotze cançons, cap d'elles inèdita discogràficament: la cosa més remarcable de l'àlbum és l'intensíssim ambient que respira l'enregistrament, on Raimon és, més que un cantant, el portaveu d'unes inquietuds socials i polítiques compartides per un públic cada vegada més ampli. El mateix any apareix el seu últim EP, del qual reïxen Petita cançó de la teva mort de Salvador Espriu (dedicada a Bartomeu Rosselló-Pòrcel) i un nou clàssic, País Basc, on l'expressió «Gora Euskadi» hagué de ser substituïda per «Gora gora».
El 1968 publicaria el primer disc amb Discophon, amb el poema d'Espriu Indesinenter; aquell mateix any va fer dos històrics recitals més: l'un, al desaparegut Price, en un festival a favor del moviment obrer; l'altre, a la Facultat d'Econòmiques de Madrid. Arran d'est últim concert escriuria la cançó Divuit de maig a la Villa i cantà també a Mèxic, Alemanya, Suïssa i Cuba.
Un any més tard tornaria a actuar a l'Olympia parisenc, resultant-ne un nou LP publicat només a França amb temes inèdits fora d'eixa república, com Contra la por.

### Dècada del 1970[calcitació]

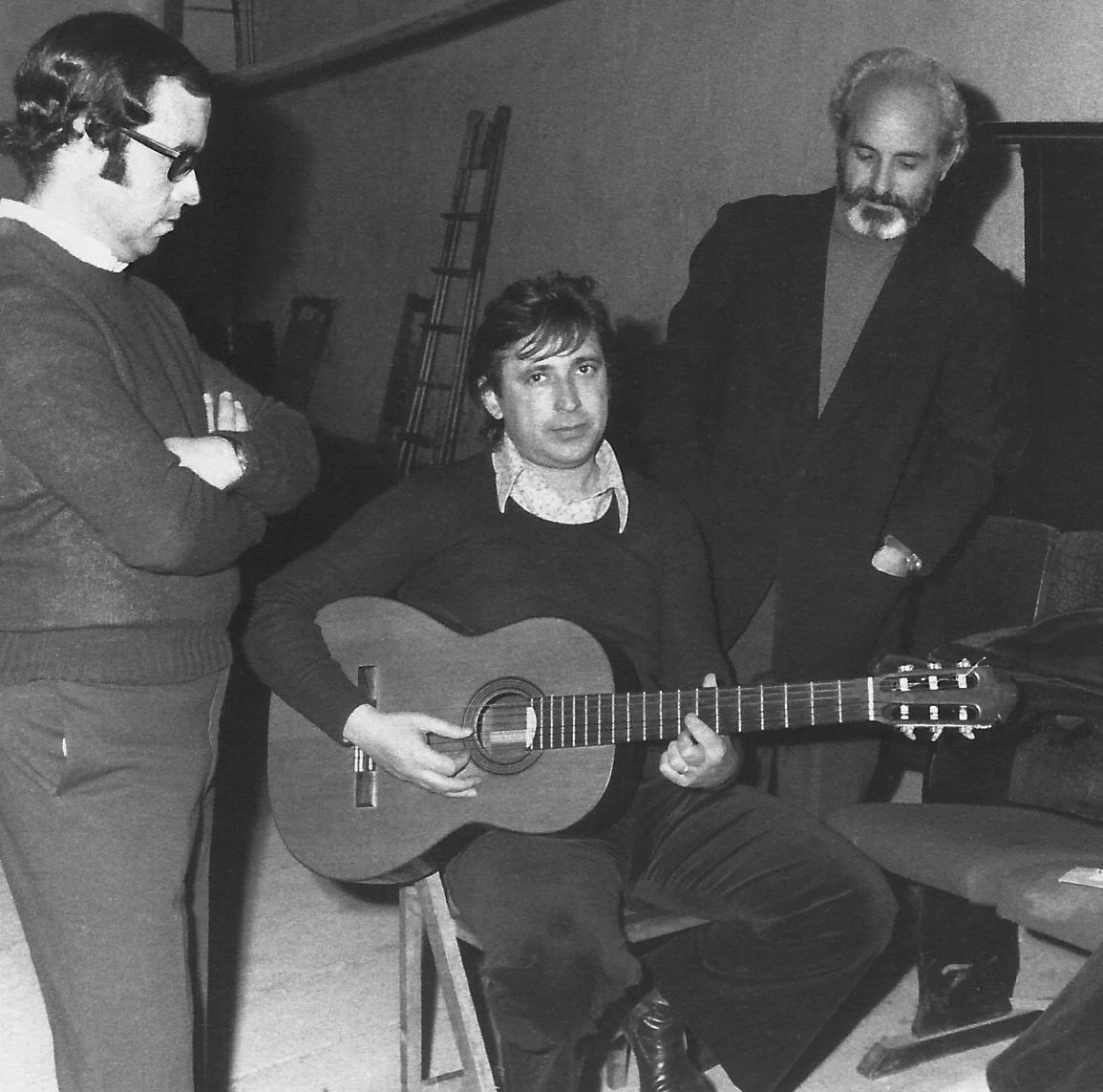
Raimon al Teatre Moderno d'Alginet (20-05-1973), amb Vicent Espí i José Espert Climent, Pepet el pintor

Després d'un nou senzill que incloïa la seua primera musicació d'Ausiàs March, Veles e vents, el 1970 trau el disc Per destruir aquell qui l'ha desert, arranjat per Lleó Borrell i amb una portada d'Antoni Tàpies: la primera cara, íntegrament dedicada a musicacions de poetes de la literatura catalana del segle xv, conté el poema Desert d'amics —el títol original, Presoner, fou tombat per la censura— de Jordi de Sant Jordi; un fragment del Llibre de bons amonestaments d'Anselm Turmeda titulat Elogi dels diners; i quatre poemes d'Ausiàs March (Veles e vents, Així com cell, Quins tan segurs consells i Si com lo taur). En la segona cara, a més de l'Indesinenter espriuà s'hi troben cinc temes amb text del mateix Raimon: Societat de consum —una de les poques cançons amb tractament irònic—, Quan creus que ja s'acaba, De nit a casa, T'ho devia i Sobre la pau.
El 1971 va traure un altre LP que incloïa 13 de març, cançó dels creients —una cançó composta arran l'emotiu recital del Price— i la cançó d'amor Quan te'n vas. El mateix any apareixien discs seus a França, els Estats Units i l'Uruguai alhora que actua a este mateix país i també a Xile i l'Argentina: durant un parell d'anys, Raimon publicava altres discos a l'estranger i feia centenars de recitals multitudinaris.
El 1974 publica el llibre Poemes i cançons, prologat per Manuel Sacristán, i el mateix any publica el disc A Víctor Jara, amb la col·laboració de músics d'avantguarda francesos com Michel Portal, que inclou molts poemes musicats d'Ausiàs March («No em pren així», «Lo jorn ha por»), Joan Roís de Corella («Si en lo mal temps»), Joan Timoneda («Só qui só») i Pere Quart («Una vaca amb un vedellet en braços»); els texts originals de Raimon són «T'he conegut sempre igual» (cançó sobre la clandestinitat escrita arran d'una trobada fortuïta amb el perseguit líder comunista Gregorio López i Raimundo), Molt lluny (una revisitació nostàlgica de l'adolescència), «Morir en aquesta vida» (una negació del suïcidi que compta amb una citació literal de Maiakovski), el tema sobre la trentena «Amb tots els petits vicis» i la cançó d'amor «Com un puny» (escrita amb decasíl·labs amb cesura a la quarta síl·laba a la manera d'Ausiàs March i una rima consonant insòlita en Raimon). La dedicatòria a Víctor Jara queda justificada amb la inclusió d'«Amanda», versió valenciana de la cançó de Jara «Te recuerdo, Amanda». El mateix any apareixen dos àlbums més: l'un a França, T'adones, amic, amb diverses cançons prohibides al sud dels Pirineus; l'altre, Campus de Bellaterra, enregistrat en directe en un multitudinari recital multitudinari a la Universitat Autònoma de Barcelona, on hi trobem diverses cançons inèdites a Espanya, totes amb un fort contingut cívic: «Qui ja ho sap tot», «A un amic», «18 de maig a la Villa», «No em mou el crit», «Quan jo vaig nàixer» i el poema d'Espriu dedicat a Pompeu Fabra «El meu poble i jo».
L'any 1975, mentre Franco agonitza, Raimon estrenava al Palau d'Esports de Montjuïc un dels seus temes clàssics, «Jo vinc d'un silenci», moment recollit en el documental La Nova Cançó de Francesc Bellmunt. L'any següent, en plena efervescència predemocràtica, cantava al Pabellón Deportivo del Real Madrid, en febrer, el que havia de ser el primer de quatre recitals, però els altres tres foren prohibits. L'ambient del concert queda recollit en un àlbum doble, El recital de Madrid. L'estiu del mateix any actuà per primera i última vegada a les Sis Hores de Cançó a Canet, l'edició més multitudinària amb més de seixanta mil persones omplint el Pla d'en Sala: en un dels moments més emotius de la nit, durant l'actuació de Raimon (exactament mentre cantava «Inici de càntic en el temple») una grua elevà una enorme senyera quadribarrada.
A partir d'aquell moment, Raimon dedicaria molts esforços per evitar entrar al «Museu de la Resistència»: encara que durant el 1977 va fer quatre actuacions al Palau d'Esports, cada volta anava fugint més dels concerts multitudinaris.També començaria a actuar acompanyat per un contrabaixista abans de comptar amb tot un grup darrere; fins aleshores, Raimon sempre havia ocupat l'escenari tot sol, amb la seua guitarra.
Abans d'anar-se'n a fer una primera gira al Japó, el 1977 tragué l'àlbum Lliurament del cant, que recollia poemes de Timoneda (Bella, de vós so enamorós, Qui té anguila per la cua), Espriu (Potser arran de l'alba) i uns quants texts propis: Qui pregunta ja respon, Un lleu tel d'humitat, Tristesa el nom, Com una mà, Que tothom, A Joan Miró —cançó no precisament nova, però sí inèdita a l'estat espanyol— i una versió en estudi de Jo vinc d'un silenci.
Dos anys després (el 1979) apareixia un nou àlbum que presentaria amb set recitals al Palau de la Música: Quan l'aigua es queixa inclou poemes d'Espriu (Nous cants de llibertat i la irònica i insòlitament swing I beg your pardon), Ausiàs March (Si em demanau i On és lo lloc), i texts propis: Als matins a ciutat, L'última llum, Un sol consell, No el coneixia de res, Fou un infant, Perquè ningú no em contarà els seus somnis, I després de creure tant i Andreu, amic —dedicada a l'escultor Alfaro—. Amb estes cançons, Raimon assolia la maduresa poètica, alhora que fugia del reduccionisme amb què molts volien desqualificar-lo i arraconar-lo.

### Dècada del 1980[calcitació]
Per tal d'arreplegar tota la seua obra, el 1981 va regravar totes les seues cançons amb nous arranjaments de Manel Camp i Antoni Ros-Marbà, resultant-ne un conjunt de deu discs on els temes queden agrupats temàticament: Orígens, Cançons d'amor, Ausiàs March, Dedicatòries, Cançons de la roda del temps (Espriu), He mirat aquesta terra (Espriu), Poetes dels segles xv i xvi, Amb els silencis i les nostres paraules i L'aigua del temps que vius; el desè disc (Testimonis) està dedicat a enregistraments en directe i inclou una versió d'Al vent cantada en japonès per una coral nipona. Els temes inèdits que incorpora Raimon. Totes les cançons (premi Ciutat de Barcelona) són algunes esplèndides musicacions de Roís de Corella, Timoneda, Ausiàs March i Espriu.
L'any 1983 publicava Les hores guanyades, un dietari amb interessants pensaments sobre el moment polític —l'intent de colp d'Estat del 23 de febrer el sorprèn en plena gravació—, la feina artística i molts temes més; a partir d'eixe moment, Raimon es prodigaria poc en públic i enregistrarà sense presses: en 1984 publicà un nou àlbum, Entre la nota i el so, amb temes com Lluny de la pedra i de l'aigua o Al meu país la pluja.
L'àlbum següent (1987) marca un idil·li fugaç amb la música electrònica i amb instruments com la bateria i els sintetitzadors (els arranjaments són fets per un percussionista, Ezequiel Guillén Saki): en la presentació del disc al Palau, Raimon actuava per primera vegada quasi tot el recital sense agafar la guitarra i assajava un joc gestual amb efectes brillants com, per exemple, el final de Com un puny. Presències i oblit compta amb temes d'un marcat caràcter intimista: Del blanc i el blau, La mar respira calma —escrit a la manera d'Espriu— o Primer parlaré de tu.
Raimon tardaria exactament una dècada a gravar un disc de cançons noves, però això no vol dir que estiguera inactiu: havia format un grup estable d'acompanyament camerístic que li anava com l'anell al dit —guitarres, contrabaix, violoncel, clarinets i acordió— i actuava amb mesura i només en condicions «artísticament òptimes».

### Dècada del 1990[calcitació]
L'any 1992 feia una nova gira pel Japó i també cantà en diverses universitats dels Estats Units. El mateix any, va sorprendre a més d'un en fer-se càrrec d'un programa a TVE-Catalunya dedicat al món del llibre, Literal, que li permet transmetre la seva enorme cultura de lector en diverses llengües.
El dia de Sant Jordi de 1993 tingué lloc un gran recital al Palau Sant Jordi davant uns divuit mil espectadors amb motiu del trentè aniversari de la publicació d'Al vent. Raimon va cantar moltes cançons, però per l'escenari també passaren molts artistes que havien compartit experiències amb ell al llarg de molts anys: l'uruguaià Daniel Viglietti, el basc Mikel Laboa, el portugués Luis Cilia i el mític folklorista estatunidenc Pete Seeger, i els músics de tradició clàssica Antoni Ros-Marbà, Josep Pons i Michael Portal; els cantautors locals eren Serrat, Ovidi —poc abans de declarar-se-li el càncer que acabaria amb la seua vida— i Pi de la Serra. També hi actuaren el grup japonès Warabi-za, la Coral Sant Jordi dirigida per Oriol Martorell i la banda Lira Ampostina, evocant els inicis musicals de Raimon.
El mateix any publicà una nova Integral, ara en CD: l'obra, guanyadora del Palmarès des Palmarès que atorga la Nouvelle Académie du Disque Français, aplegava un total de cent vint-i-una cançons dividides en Orígens i dedicatòries, Cançons d'amor i de lluita, Cançons de la roda del temps i d'altres poemes de Salvador Espriu, Ausiàs March i alguns poemes dels segles xv i xvi, Aquest cant vol ser plural i Coincidències, dissidències, indecències i algunes rareses (est últim, dedicat a enregistraments en directe).
A l'inici del 1997 apareixia un disc amb cançons noves: Cançons de mai, de nou amb arranjaments de Manel Camp, comprenia set noves musicacions d'Ausiàs March i sis temes propis, entre els quals cal destacar la irònica i punyent Soliloqui solipsista que fins i tot donaria lloc a un insòlit videoclip. El mateix any se li concedí la Medalla d'Or de la Generalitat de Catalunya, encara que, uns anys abans, havia refusat la Creu de Sant Jordi. També rebé el Premi Ondas especial del jurat per la seva trajectòria en la història de la música popular. Amb el títol Cançons de mai. Cançons de sempre, Raimon faria actuacions a Perpinyà, a Xàtiva —li negaren un teatre de la ciutat de València amb excuses—, a Mallorca i de bell nou al Palau, ple de gom a gom durant molts dies; també va fer una gira molt comentada pel Regne Unit. Un dels fets més sonats de l'any va ser la xiulada que rebé a la Plaza de las Ventas madrilenya —on actuava en un acte d'homenatge a Miguel Ángel Blanco (regidor basc del PP assassinat per ETA)— per un sector del públic que no acceptava que Raimon cantara en «la modalitat del català que es parla al País Valencià». La cançó era País Basc, prohibida durant la dictadura franquista. L'acte va ser retransmès per TVE, i el fet de la xiulada tingué un ressò notable.
A final d'any apareixia el CD Recitals al Palau, l'enregistrament d'una selecció de temes presos de les actuacions abans esmentades: al llarg, una antologia raimoniana de vint-i-dues cançons amb la qual, cap a la fi de segle, Raimon va demostrar la vigència i l'atemporalitat del concepte de cançó que representa; el 1999 publicà una compilació amb tots els seus temes de caràcter amorós: Les cançons d'amor.

### Segle XXI

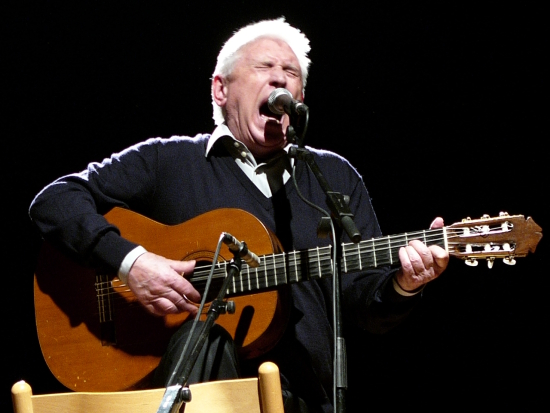
Raimon, en un concert a Almussafes l'any 2008

El 2000 treia una Nova integral amb diverses cançons inèdites: les adés esmentades i noves musicacions de poemes dels autors del segle xv: Francí Guerau, Jordi de Sant Jordi, Mossèn Estanya, Bernat Metge i Jaume Roig (el truculent fragment de l'hostalera de París que es troba en l'Espill). La nova Integral també replegava les dos úniques cançons d'altri que Raimon havia enregistrat: Se'n va anar (Josep Mª Andreu i Lleó Borrell) i Amanda (Víctor Jara).
El 21 de març de 2007 va rebre el Premi d'Honor de l'Acadèmia de la Música Espanyola i el 21 d'octubre del mateix any participà, juntament amb Maria del Mar Bonet, Pep Sala i d'altres, en l'acte Volem tots els papers [de Salamanca] organitzat per la Comissió de la Dignitat al Palau Sant Jordi, davant de dotze mil persones; el 22 de maig de l'any següent va realitzar un concert commemoratiu pels quaranta anys del recital de maig de 1968 a Madrid, a la Universitat Complutense i, encara en 2008, el 15 de juny del mateix any va cloure la jornada de portes obertes del Castell de Montjuïc amb un concert antològic retransmès en directe per TV3.
L'any 2010 va cantar entre altres ciutats a València (Teatre Olímpia) en un concert organitzat per la Universitat de València amb motiu de la concessió de la Medalla de la Universitat, a Barcelona (L'Auditori), a París (Grand Anphithéâtre de l'École de Musicologie de l'Université de la Sorbonne) i va tornar a cantar a Xàtiva on feia anys que no ho havia fet. Davant de la indiferència del consistori, va llogar el Gran Teatre de Xàtiva per poder oferir als seus conciutadans tres concerts antològics carregats d'emoció. TV3 va retransmetre aquest concert en dos programes.
A principis de 2011 va ser investit doctor Honoris Causa per la Universitat d'Alacant. Va publicar un CD amb el títol Rellotge d'emocions i el va presentar cantant al Teatro Madrid, a Madrid, i al Teatre Tívoli, i al Gran Teatre del Liceu, a Barcelona. Rellotge d'emocions és un CD amb deu cançons, amb paraules i música de Raimon i una cançó sobre un poema de Salvador Espriu.
L'any 2012 Raimon va celebrar el cinquantè aniversari del seu primer concert a Barcelona amb una exposició, entre el novembre de 2012 i el gener de 2013. Aquesta mostra commemorativa se celebrà a l'Arts Santa Mònica de Barcelona, amb el títol Raimon. Al vent del món. L'exposició presentà la biografia més íntima i pública del màxim exponent de la Nova Cançó, recollint obres d'art vinculades a la carrera de Raimon, d'autors com Joan Miró, Antoni Tàpies o Andreu Alfaro, fotografies de cartells i portades de discs, realitzades per fotògrafs com Oriol Maspons, Colita, Ros Ribas i Jordi Fornas, Leopoldo Pomés... O la col·lecció de cartells originals de diferents èpoques, així com discs, LP's, CD's, EP's i edicions completes, entrevistes a Raimon, i projeccions audiovisuals dels seus recitals. L'exposició es completà amb el treball intel·lectual de l'artista, cartes, texts i articles que Raimon havia escrit en castellà per la revista Destino i en català pel Diario de Barcelona, juntament amb tots aquells documents anotats i barrats que passaren pel filtre de la censura franquista.
També s'insereix en aquesta celebració, una presència en la Filmoteca de Catalunya, titulada Raimon imatges i so, i recitals en cinc universitats europees: a Berlín en la Reutersaal de la Humboldt Universität, a Luxemburg en el Théâtre Robert Krieps de l'Abbaye de Neümester, a Londres en el Great Hall del King's College London Strand, a París al Grand Amphithéâtre de l'École de Musicologie de l'Université de la Sorbonne i a Roma al Teatro Il Vascello per la Universitá La Sapienza. Cinc actuacions a cinc universitats europees que són mostra fefaent de l'interès que desprèn la creació artística de Raimon, les seves cançons, la seva musicació de poetes medievals i contemporanis com Ausiàs March i Salvador Espriu sobretot. Els concerts anaven precedits per xerrades i col·loquis que situaven el cantant en el seu context sociopolític. La gira va culminar amb un altre concert al Gran Teatre del Liceu de Barcelona, on Raimon va fer un repàs generós de la seva obra, concert del qual Sony ha editat 2 CD's com a document i celebració d'aquest moment de plenitud artística del cantant.

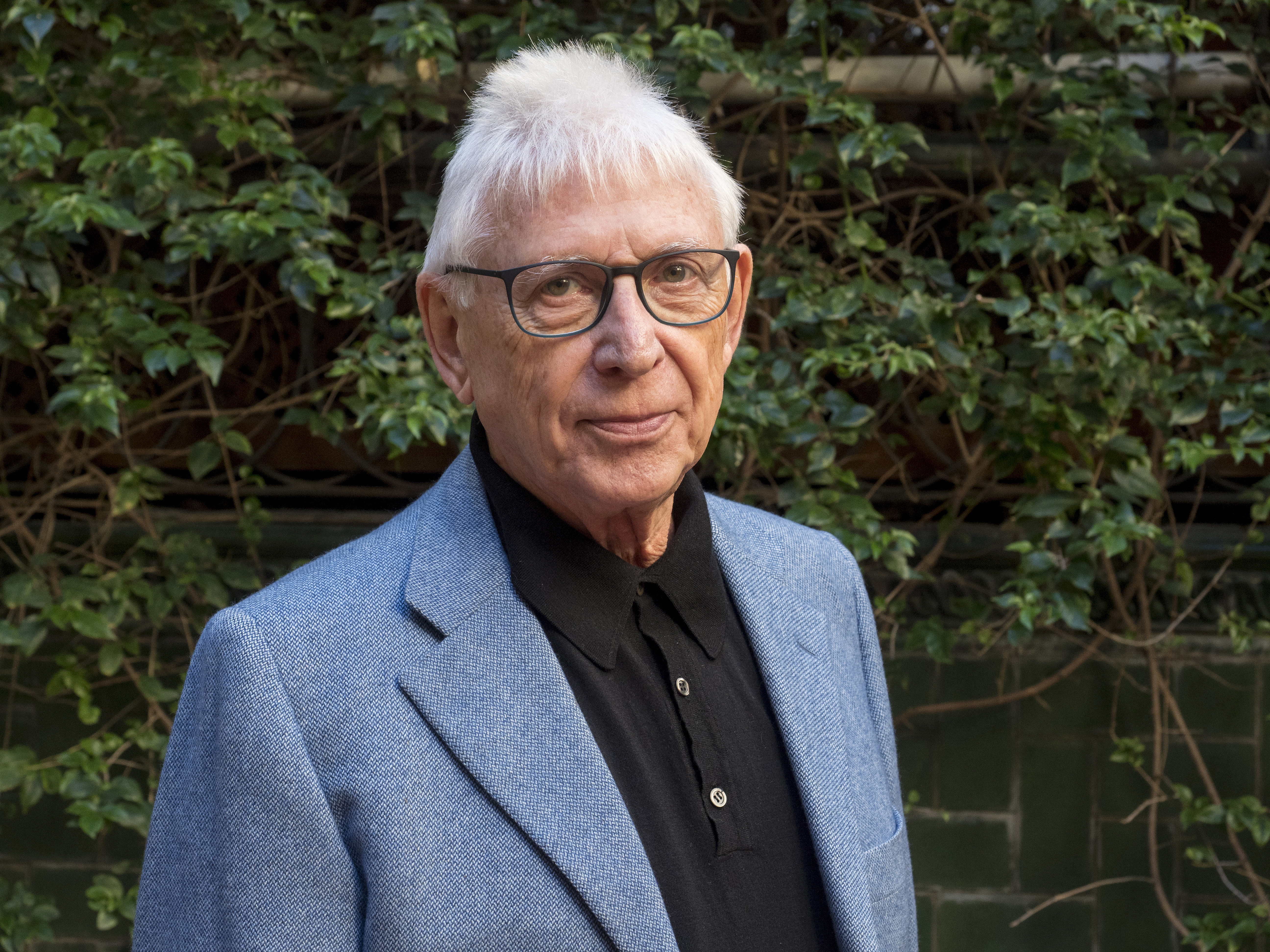
Raimon l'any 2018, en l'acte d'Òmnium Cultural en el 50è aniversari del Premi d'Honor de les Lletres Catalanes.

El 2012 rebé la Medalla d'Or de la ciutat de Barcelona, i el 2013, el Premi Enderrock a la trajectòria.
Els anys 2013 i 2014 Raimon va tornar a cantar a Barcelona, a Madrid i a Mallorca. Al maig del 2014 el Palau de la Musica Catalana va ser l'escenari de quatre concerts apoteòsics. Aquest mateix any 2014 va ser distingit amb la Medalla de Oro del Circulo de Bellas Artes de Madrid i el 46è Premi d'Honor de les Lletres Catalanes, la primera vegada que un cantautor rebia un premi literari d'aquesta magnitud.
L'octubre del 2015 la Generalitat Valenciana va concedir-li l'Alta Distinció de la Generalitat Valenciana i la Gran Creu de l'Orde de Jaume I El Conqueridor.
El 27 de juliol de 2020 va celebrar-se un acte solemne al Saló de Corts del Palau de la Generalitat Valenciana, amb assistència del president de la Generalitat Ximo Puig, el president de la Diputació de València Toni Gaspar, el ministre de Cultura espanyol José Manuel Rodríguez Uribes, l'alcalde de Xàtiva Roger Cerdà i la Secretària Autonòmica de Cultura Raquel Tamarit. En l'acte es va anunciar que Raimon i Annalisa Corti donarien el seu llegat a la ciutat de Xàtiva, creant una fundació que s'ubicarà al convent de Santa Clara. Així mateix, se signà el protocol per cedir a la seua ciutat natal els seus béns i el seu patrimoni, en un ampli projecte cultural que portarà el nom de Raimon.
El 16 de febrer de 2023 es va inaugurar a Xàtiva, amb motiu del 60 aniversari de la publicació d'Al vent, una mostra temporal que exposava gran part de la seua col·lecció plàstica donada a la ciutat, amb obres de grans exponents del món de l'art modern com Joan Miró, Andreu Alfaro, Antoni Tàpies, Artur Heras, Rafael Armengol, Manuel Boix, Josep Guinovart o Joan-Pere Viladecans, entre d'altres.

## Fons Raimon
El 2015 Raimon va cedir el seu fons audiovisual a la Filmoteca de Catalunya amb l'objectiu de permetre la seva consulta i recerca. Aquest fons, integrat per 176 enregistraments, és el testimoni audiovisual de la seva trajectòria artística. El primer document data del 15 d'abril de 1966 i conté un ampli reportatge del programa setmanal Panorama: cinq colonnes à la une, realitzat per Gérard Chouchan i Jean Vidal sota la direcció de Pierre Lazareff, emès a la televisió pública francesa. Entre els programes que formen part d'aquest fons hi ha reportatges, entrevistes i concerts a diferents universitats i escenaris del món on s'inclou, per exemple, la gira de Raimon a Tòquio i Hiroshima (1992), a l'Olympia de París (2006), al Palau Sant Jordi (1993) per commemorar els 30 anys d'Al vent, o una actuació a Xàtiva celebrada el 1997.

## Raimon a la cultura

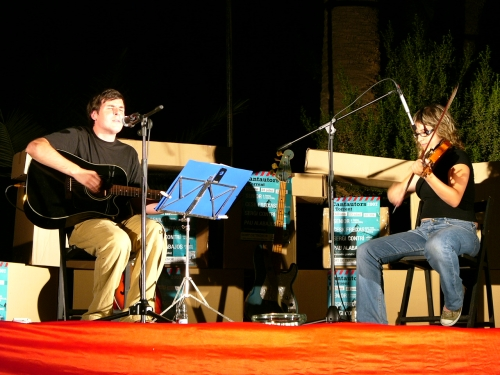
Pau Alabajos en una actuació

Algunes cançons de Raimon han estat interpretades per altres cantants, com en Moncho (Treballaré el teu cos), Serrat (D'un temps, d'un país), Anais Mitchell (Contra la por), Daniel Viglietti (De nit a casa, junts) i Camilo Sesto (Som). VerdCel n'ha dedicat el primer disc íntegre de versions del cantautor del carrer Blanc de Xàtiva (Petjades) i n'ha publicat altres reeixides versions del seu repertori.
Al vent és, indiscutiblement, la cançó més coneguda de Raimon, atenent el nombre de versions que n'han fet Warabi-za, els Munlogs, Skalissai, Pau Alabajos i Cesk Freixas, entre molts altres.
La Coral Sant Jordi també compta en el seu repertori amb Al Vent i D'un temps, d'un país.
El 1994 Canal 9 va emetre un recital de Raimon. El programa estava dividit en dues parts, en primer lloc un documental sobre la trajectòria del cantant, titulat Música i paraules. Posteriorment un recital del cantant al Teatre Principal de València, on canta 30 cançons davant d'un públic convidat per TVV.

## Obra

### Discografia
La seva discografia consta de 31 LP's i 35 CD's. Hi ha 7 CD's editats a França, 2 a l'Uruguai, 1 a l'Argentina, 1 al Japó i 2 als Estats Units.
2013- Raimon 50
2018- L'últim recital
| - 1964: Disc antològic de les seues cançons - 1966: Raimon a l'Olympia - 1966: Cançons de la roda del temps - 1967: Raimon al Palau - 1967: Raimon música sola - 1968: Raimon en directe - 1969: Raimon a Montserrat - 1969: Sobre la pau. Contra la por (Olympia 2) - 1970: Per destruir aquell qui l'ha desert - 1971: Raimon - 1971: Raimon en Montevideo - 1971: Raimon. Catalonian protest songs - 1972: En vivo - 1972: Diguem no - 1972: La noche - 1974: A Víctor Jara - 1974: Campus de Bellaterra - 1974: T'adones amic...? - 1976: El recital de Madrid | - 1977: Lliurament del cant - 1979: Quan l'aigua es queixa - 1981: Totes les cançons - 1984: Entre la nota i el so - 1985: Raimon canta - 1987: Presències i oblit - 1989: Canta Ausiàs March - 1993: Integral - 1993: Cançons - 1995: I després de creure tant - 1997: Ausiàs March / Raimon - 1997: Cançons de mai - 1997: Recitals al Palau - 1999: Dotze cançons - 1999: Les cançons d'amor - 2000: Nova Integral 2000 - 2003: Clàssics i no - 2003: Raimon-Espriu Poesia cantada - 2006: Raimon a l'Olympia (1966-2006) - 2011: Rellotge d'emocions |

### Llibres
- Canzoni contro, Japadre Editore, 1971, L'Aquila (pròleg: Giuseppe Tavani).
- Poemes i cançons, Editorial Ariel, 1973, Barcelona (pròleg: Manuel Sacristán).
- Poemas y Canciones, Editorial Ariel, 1976, Barcelona (pròleg: Manuel Sacristán).
- Les hores guanyades, Edicions 62, 1983, Barcelona.
- D'aquest viure insistent, Editorial 3 i 4, 1986, València.
- Les paraules del meu cant, Editorial Empúries, 1993, Barcelona (pròleg: Joaquim Molas).
- La vida inmediata, Editorial Plataforma, 2012[17]
- Raimon. Tot el que he cantat. Lletres completes 1959-2017. Magrana, 2017. (Pròleg Raimon)

## Premis
- Revelación de la Crítica Española, Madrid-Barcelona 1963[cal citació]
- Festival del Mediterraneo, Barcelona 1963[cal citació]
- Gran Prix Francis Carco, Académie Française du Disque, París 1967[cal citació]
- Long Play de Oro, Madrid 1976[cal citació]
- Ciutat de Barcelona, Barcelona 1982[cal citació]
- Fundació Jaume I, Barcelona 1987[cal citació]
- Cartelera Turia: Contribución Musical, València 1993[cal citació]
- Palmarés des Palmarés: Integral Raimon, Nouvelle Académie du Disque, París 1994[18]
- Millor Espectacle de l'any 1993, ACIC, Barcelona 1994[cal citació]
- Premi Nacional de Música 1993, Generalitat de Catalunya 1994[cal citació]
- Medalla de Oro al Mérito en las Bellas Artes, 1995[cal citació]
- Medalla d'Or, Generalitat de Catalunya 1997[cal citació]
- Premio Ondas, cadena SER, Barcelona 1997[19]
- Soci d'Honor de l'Associació d’Escriptors en Llengua Catalana, en reconeixement de la seva trajectòria com a escriptor i per la seva tasca de difusió arreu del món dels poetes clàssics de la literatura catalana, València 2000[20]
- Premio de Honor de la Academia de las Artes y las Ciencias de la Música, Madrid 2007[21]
- Primer premi Liberpress Cançó, Girona 2007[22]
- Medalla de la Universitat de València Estudi General, València 2009[23]
- Doctor honoris causa. Universitat d’Alacant, Alacant 2011[24]
- Medalla d'Or de la Ciutat de Barcelona, 2012[25]
- Premi Internacional Terenci Moix pels seus 50 anys a l'escenari, Barcelona 2013[26]
- Medalla de Oro del Circulo de Bellas Artes, Madrid 2014[27]
- Cartelera Turia, Premio a la Trayectoria, València 2014[cal citació]
- Premi d'Honor de les Lletres Catalanes, Barcelona 2014[28]
- Medalla de la ciutat de Xàtiva i nomenament com a Fill Predilecte, 2015[29]
- Alta Distinció de la Generalitat Valenciana i Gran Creu de l'Orde de Jaume I El Conqueridor, València 2016[30]
- Medalla d’Honor Universitat Jaume I, Castelló de la Plana 2016[cal citació]
- Medalla d'Honor de la Xarxa Vives d'Universitats, València 2016[cal citació]
- Premi Nacional de Cultura, Barcelona 2017[31]
- Premi Smithsonian Center for Folklife and Cultural Heritage. Washington 2017[32]
- Premio Abogados de Atocha, Toledo 2018[33]
- Premi Prat de la Riba de l'Institut d'Estudis Catalans, Barcelona 2024[34]